# Championnat de Zambie de football 2024-2025
Navigation
Saison précédente Saison suivante
La saison 2024-2025 du Championnat de Zambie de football est la soixante-quatrième édition de la première division en Zambie. Les dix-huit meilleures équipes du pays s'affrontent deux fois, à domicile et à l'extérieur.
Le club de Red Arrows est le tenant du titre.
A la fin de la saison, Power Dynamos termine à la première place et remporte son huitième titre de champion de Zambie.

## Les clubs participants
- Kabwe Warriors FC
- Power Dynamos FC
- Nkwazi FC
- Green Buffaloes FC
- Green Eagles FC
- Nkana FC
- Red Arrows FC
- Zanaco FC
- ZESCO United FC
- Forest Rangers FC
- FC Muza
- NAPSA Stars
- Mufulira Wanderers
- Mutondo Stars FC
- Nchanga Rangers - Promu de Division One
- Atletico Lusaka - Promu de Division One
- Indeni Ndola - Promu de Division One
- Lumwana Radiants - Promu de Division One

## Compétition
Le barème de points servant à établir le classement se décompose ainsi :
- Victoire : 3 points
- Match nul : 1 point
- Défaite : 0 point

### Classement
| Rang | Équipe             | Pts | J  | G  | N  | P  | Bp | Bc | Diff |
| ---- | ------------------ | --- | -- | -- | -- | -- | -- | -- | ---- |
| 1    | Power Dynamos      | 68  | 34 | 20 | 8  | 6  | 54 | 22 | +32  |
| 2    | ZESCO United C     | 63  | 34 | 17 | 12 | 5  | 34 | 20 | +14  |
| 3    | Nkana FC           | 58  | 34 | 16 | 10 | 8  | 48 | 29 | +19  |
| 4    | Red Arrows T       | 56  | 34 | 15 | 11 | 8  | 32 | 24 | +8   |
| 5    | Kabwe Warriors     | 51  | 34 | 13 | 12 | 9  | 38 | 27 | +11  |
| 6    | Nkwazi FC          | 50  | 34 | 12 | 14 | 8  | 31 | 26 | +5   |
| 7    | Green Buffaloes    | 45  | 34 | 11 | 12 | 11 | 34 | 35 | -1   |
| 8    | Mufulira Wanderers | 45  | 34 | 13 | 6  | 15 | 30 | 31 | -1   |
| 9    | NAPSA Stars        | 44  | 34 | 9  | 17 | 8  | 24 | 22 | +2   |
| 10   | FC Muza            | 44  | 34 | 11 | 11 | 12 | 33 | 34 | -1   |
| 11   | Nchanga Rangers P  | 42  | 34 | 9  | 15 | 10 | 29 | 28 | +1   |
| 12   | Green Eagles       | 41  | 34 | 9  | 14 | 11 | 32 | 34 | -2   |
| 13   | Mutondo Stars FC   | 41  | 34 | 10 | 11 | 13 | 26 | 34 | -8   |
| 14   | Zanaco             | 39  | 34 | 9  | 12 | 13 | 34 | 41 | -7   |
| 15   | Atletico Lusaka P  | 39  | 34 | 10 | 9  | 15 | 27 | 46 | -19  |
| 16   | Forest Rangers     | 38  | 34 | 7  | 17 | 10 | 31 | 34 | -3   |
| 17   | Lumwana Radiants P | 37  | 34 | 10 | 7  | 17 | 21 | 36 | -15  |
| 18   | Indeni Ndola P     | 15  | 34 | 3  | 6  | 25 | 20 | 55 | -35  |

|  | Qualification pour la Ligue des champions de la CAF 2025-2026                     |
|  | Qualification pour la Coupe de la confédération 2025-2026                         |
|  | Relégation directe en Division One                                                |
|  | T : Tenant du titre C : Vainqueur de la Coupe de Zambie P : Promu de Division One |

- ZESCO United est qualifié pour la Coupe de la confédération 2025-2026 en tant que vice-champion, le club est également le vainqueur de la Coupe de Zambie[2].

## Bilan de la saison
| Championnat de Zambie de football 2024-2025 |                          |
| Champion                                    | Power Dynamos (8e titre) |
| Coupes et trophées                          |                          |
| Vainqueur de la Coupe de Zambie 2024-2025   | ZESCO United             |
| Qualifications continentales                |                          |
| Ligue des champions de la CAF 2025-2026     | Power Dynamos            |
| Coupe de la confédération 2025-2026         | ZESCO United             |
| Promotions et relégations                   |                          |
| Promus en Championnat de Zambie de football | Konkola Blades           |
| Promus en Championnat de Zambie de football | Kansanshi Dynamos        |
| Promus en Championnat de Zambie de football | Mines United             |
| Promus en Championnat de Zambie de football | Prison Leopards          |
| Relégués en Division One                    | Atletico Lusaka          |
| Relégués en Division One                    | Lumwana Radiants         |
| Relégués en Division One                    | Indeni Ndola             |
| Relégués en Division One                    | Forest Rangers           |